# Lijst van voetbalinterlands Argentinië - Bosnië en Herzegovina
Deze lijst van voetbalinterlands is een overzicht van alle officiële voetbalwedstrijden tussen de nationale teams van Argentinië en Bosnië en Herzegovina. De landen speelden tot op heden drie keer tegen elkaar. De eerste ontmoeting, een vriendschappelijke wedstrijd, werd gespeeld in Córdoba op 14 mei 1998. Het laatste duel, een groepswedstrijd tijdens het Wereldkampioenschap voetbal 2014, vond plaats op 15 juni 2014 in Rio de Janeiro (Brazilië).

## Wedstrijden
| № | Plaats         | Datum            | Competitie        | Wedstrijd                          | Uitslag |
| - | -------------- | ---------------- | ----------------- | ---------------------------------- | ------- |
| 1 | Córdoba        | 14 mei 1998      | Vriendschappelijk | Argentinië – Bosnië en Herzegovina | 5 – 0   |
| 2 | Saint Louis    | 18 november 2013 | Vriendschappelijk | Argentinië − Bosnië en Herzegovina | 2 − 0   |
| 3 | Rio de Janeiro | 15 juni 2014     | WK 2014           | Argentinië − Bosnië en Herzegovina | 2 − 1   |

## Samenvatting
| Competitie        | Totaal gespeeld | Winst Argentinië | Gelijk | Winst Bosnië en Herzegovina | Doelsaldo Argentinië – Bosnië en Herzegovina |
| ----------------- | --------------- | ---------------- | ------ | --------------------------- | -------------------------------------------- |
| WK-eindronde      | 1               | 1                | 0      | 0                           | 2 − 1                                        |
| Vriendschappelijk | 2               | 2                | 0      | 0                           | 7 − 0                                        |
| Totaal            | 3               | 3                | 0      | 0                           | 9 − 1                                        |

Wedstrijden bepaald door strafschoppen worden, in lijn met de FIFA, als een gelijkspel gerekend.

## Details

### Eerste ontmoeting
De eerste ontmoeting tussen de nationale voetbalploegen van Argentinië en Bosnië-Herzegovina vond plaats op 14 mei 1998. Het vriendschappelijke duel, bijgewoond door 44.243 toeschouwers, werd gespeeld in Estadio Olímpico in Córdoba, Argentinië, en stond onder leiding van scheidsrechter Luis Mariano Peña uit Chili. Hij deelde drie kaarten uit. Bondscoach Džemaludin Mušović van Bosnië-Herzegovina liet in de allereerste interland onder zijn leiding vijf spelers debuteren: Almedin Hota (Bosna Visoko), Mario Dodić (KV Mechelen), Sergej Barbarez (Hansa Rostock), Jasmin Mujdža (Hajduk Split) en Adnan Kevrić (Stuttgarter Kickers). Voor Argentinië stond het duel in het teken van de voorbereiding op het Wereldkampioenschap voetbal 1998 in Frankrijk.
| Vriendschappelijk (Córdoba, Argentinië, 14 mei 1998): |              | |
| Argentinië | 5 – 0        | Bosnië en Herzegovina |
| Gabriel Batistuta 6' Gabriel Batistuta 24' Javier Zanetti 55' Ariel Ortega 61' Gabriel Batistuta 80'                                                                             | goals        | |
| Daniel Passarella | bondscoach   | Džemaludin Mušović |
| Carlos Roa 50' Roberto Ayala Pablo Paz Roberto Sensini Matías Almeyda 90' Ariel Ortega 83' Diego Simeone 65' Juan Sebastián Verón Javier Zanetti Gabriel Batistuta Claudio López |              | Mirsad Dedić Suad Katana Edin Ramčić Mirsad Varesanović 84' Sergej Barbarez 53' Mario Dodić Sead Kapetanović Jasmin Mujdža Hasan Salihamidžić 75' Elvir Bolić Enes Demirović |
| Germán Burgos 50' Marcelo Gallardo 65' Marcelo Delgado 83' Leonardo Astrada 90'                                                                                                  | wissels      | 53' Adnan Kevrić 75' Almedin Hota 84' Senad Brkić |
| Roberto Ayala | gele kaarten | Sead Kapetanović Edin Ramčić |

### Tweede ontmoeting
| Vriendschappelijk (Saint Louis, Verenigde Staten, 18 november 2013): |              | |
| Argentinië | 2 – 0        | Bosnië en Herzegovina |
| Kun Agüero 40' Kun Agüero 66' | goals        | |
| Alejandro Sabella | bondscoach   | Safet Sušić |
| Sergio Romero Nicolás Otamendi Marcos Rojo Federico Fernández José Basanta Pablo Zabaleta Maxi Rodríguez 72' Javier Mascherano Ángel Di María 86' Rodrigo Palacio Kun Agüero 77' |              | Asmir Begović Emir Spahić 73' Avdija Vršajević Ermin Bičakčić Sead Kolašinac 69' Zvjezdan Misimović Haris Međunjanin Miralem Pjanić Edin Višća 69' Vedad Ibišević Edin Džeko |
| Lucas Biglia 72' Erik Lamela 77' Augusto Fernández 86' | wissels      | 69' Zoran Kvržić 69' Izet Hajrović 73' Toni Šunjić |
| Kun Agüero 59' | gele kaarten | |
| - Debuut van Sead Kolašinac (Schalke 04) voor Bosnië en Herzegovina. |              | |

### Derde ontmoeting
De derde ontmoeting werd gespeeld op 15 juni 2014 tijdens het Wereldkampioenschap voetbal 2014. Het was voor beide landen de eerste wedstrijd in groep F.
| WK-eindronde (Rio de Janeiro, Brazilië, 15 juni 2014): |                 | |
| Argentinië | 2 – 1           | Bosnië en Herzegovina |
| Sead Kolašinac 3' (e.d.) Lionel Messi 65' (Gonzalo Higuaín) | goals (assists) | Vedad Ibišević 84' (Senad Lulić) |
| Alejandro Sabella | bondscoach      | Safet Sušić |
| Sergio Romero Pablo Zabaleta Federico Fernández Hugo Campagnaro 46' Ezequiel Garay Marcos Rojo Maxi Rodríguez 46' Javier Mascherano Ángel Di María Sergio Agüero 75' Lionel Messi |                 | Asmir Begović 69' Mensur Mujdža Ermin Bičakčić Emir Spahić Sead Kolašinac Muhamed Bešić 71' Izet Hajrović 74' Zvjezdan Misimović Miralem Pjanić Edin Džeko Senad Lulić |
| Fernando Gago 46' Gonzalo Higuaín 46' Lucas Biglia 87' | wissels         | 69' Vedad Ibišević 71' Edin Višća 74' Haris Međunjanin |
| Marcos Rojo 25' | gele kaarten    | 63' Emir Spahić |

AUF · A-internationals · Selecties · Bondscoaches · Argentijns vrouwenelftal · Olympisch elftal · Argentinië U21 · Argentinië U20 · Argentinië U19 · Argentinië U18 · Argentinië U17
1900 – 1909 ·
1910 – 1919 ·
1920 – 1929 ·
1930 – 1939 ·
1940 – 1949 ·
1950 – 1959 ·
1960 – 1969 ·
1970 – 1979 ·
1980 – 1989 ·
1990 – 1999 ·
2000 – 2009 ·
2010 – 2019 ·
2020 − 2029
WK 1930 · 
WK 1934 · 
WK 1958 · 
WK 1962 · 
WK 1966 · 
WK 1974 · 
WK 1978 · 
WK 1982 · 
WK 1986 · 
WK 1990 · 
WK 1994 · 
WK 1998 · 
WK 2002 · 
WK 2006 · 
WK 2010 · 
WK 2014 · 
WK 2018 ·
WK 2022
OS 1928 · 
OS 1988 · 
OS 1996 · 
OS 2004 · 
OS 2008 · 
OS 2016 · 
OS 2020
1902 · 
1903 · 
1904 · 
1905 · 
1906 · 
1907 · 
1908 · 
1909 ·
1910 · 
1911 · 
1912 · 
1913 · 
1914 · 
1915 · 
1916 · 
1917 · 
1918 · 
1919 ·
1920 · 
1921 · 
1922 · 
1923 · 
1924 · 
1925 · 
1926 · 
1927 · 
1928 · 
1929 ·
1930 · 
1931 · 
1932 · 
1933 · 
1934 · 
1935 · 
1936 · 
1937 · 
1938 · 
1939 ·
1940 · 
1941 · 
1942 · 
1943 · 
1944 · 
1945 · 
1946 · 
1947 · 
1948 · 1949 · 
1950 · 
1951 · 
1952 · 
1953 · 
1954 · 
1955 · 
1956 · 
1957 · 
1958 · 
1959 ·
1960 · 
1961 · 
1962 · 
1963 · 
1964 · 
1965 · 
1966 · 
1967 · 
1968 · 
1969 ·
1970 · 
1971 · 
1972 · 
1973 · 
1974 · 
1975 · 
1976 · 
1977 · 
1978 · 
1979 ·
1980 · 
1981 · 
1982 · 
1983 · 
1984 · 
1985 · 
1986 · 
1987 · 
1988 · 
1989 ·
1990 ·
1991 · 
1992 · 
1993 · 
1994 · 
1995 · 
1996 · 
1997 · 
1998 · 
1999 · 
2000 · 
2001 · 
2002 · 
2003 · 
2004 · 
2005 · 
2006 · 
2007 · 
2008 · 
2009 · 
2010 · 
2011 · 
2012 · 
2013 · 
2014 ·
2015 ·
2016 ·
2017 ·
2018 ·
2019 ·
2020 ·
2021 ·
2022 ·
2023
Albanië ·
Algerije ·
Angola ·
Australië ·
België ·
Bolivia ·
Bosnië en Herzegovina · 
Brazilië ·
Bulgarije ·
Canada ·
Chili ·
China ·
Colombia ·
Costa Rica · 
Curaçao ·
Denemarken ·
DDR ·
Duitsland ·
Ecuador ·
Egypte ·
El Salvador ·
Engeland ·
Estland ·
Frankrijk ·
Ghana ·
Griekenland ·
Guatemala ·
Haïti ·
Honduras ·
Hongarije ·
Hongkong ·
Ierland ·
IJsland ·
India ·
Indonesië ·
Irak ·
Iran ·
Israël ·
Italië ·
Ivoorkust ·
Jamaica ·
Japan ·
Joegoslavië ·
Kameroen ·
Kroatië ·
Libië ·
Litouwen · 
Marokko ·
Mexico ·
Nederland ·
Nicaragua ·
Nigeria ·
Noord-Ierland ·
Noorwegen ·
Oostenrijk ·
Panama ·
Paraguay ·
Peru ·
Polen ·
Portugal · 
Qatar ·
Roemenië ·
Rusland · 
Saoedi-Arabië · 
Schotland ·
Servië en Montenegro ·
Singapore ·
Slovenië ·
Slowakije ·
Sovjet-Unie ·
Spanje ·
Trinidad en Tobago ·
Tsjecho-Slowakije ·
Tunesië ·
Uruguay ·
Venezuela ·
Verenigde Arabische Emiraten ·
Verenigde Staten ·
Wales ·
Wit-Rusland · 
Zuid-Afrika ·
Zuid-Korea ·
Zweden ·
Zwitserland
Australië (2022) ·
België (2014) ·
Bosnië en Herzegovina (2014) ·
Brazilië (1982) ·
Brazilië (2005) ·
Denemarken (1995) ·
Duitsland (2006) ·
Duitsland (2014) ·
Frankrijk (2018) ·
Frankrijk (2022) ·
IJsland (2018) ·
Iran (2014) ·
Italië (1982) ·
Ivoorkust (2006) ·
Kroatië (2018) ·
Kroatië (2022) ·
Mexico (2006) ·
Nederland (1978) ·
Nederland (2006) ·
Nederland (2014) ·
Nederland (2022) ·
Nigeria (2010) ·
Nigeria (2014) ·
Nigeria (2018) ·
Saoedi-Arabië (1992) ·
Saoedi-Arabië (2022) · 
Servië en Montenegro (2006) ·
West-Duitsland (1986) · West-Duitsland (1990) ·
Zwitserland (2014)
N/FS BiH · A-internationals · Bondscoaches · Statistieken · Bosnisch vrouwenelftal · Bosnië U23 · Bosnië U21 · Bosnië U19 · Bosnië U18 · Bosnië U17 · Bosnië U16
1995 – 1999 ·
2000 – 2009 ·
2010 – 2019 ·
2020 − 2029
WK 2014
1995 · 
1996 · 
1997 · 
1998 · 
1999 · 
2000 · 
2001 · 
2002 · 
2003 · 
2004 · 
2005 · 
2006 · 
2007 · 
2008 · 
2009 · 
2010 · 
2011 · 
2012 · 
2013 · 
2014 · 
2015 · 
2016 · 
2017 · 
2018 ·
2019 ·
2020 ·
2021 ·
2022 ·
2023 ·
2024
Albanië ·
Algerije ·
Andorra ·
Argentinië ·
Armenië ·
Azerbeidzjan ·
Bahrein ·
Bangladesh ·
België ·
Brazilië · 
Bulgarije ·
Chili ·
China ·
Costa Rica ·
Cyprus ·
Denemarken ·
Duitsland ·
Egypte ·
Engeland ·
Estland ·
Faeröer ·
Finland ·
Frankrijk ·
Georgië ·
Ghana ·
Gibraltar ·
Griekenland ·
Hongarije ·
Ierland · 
IJsland ·
Indonesië ·
Iran ·
Israël ·
Italië ·
Ivoorkust ·
Japan ·
Joegoslavië · 
Jordanië ·
Kazachstan ·
Koeweit ·
Kroatië ·
Letland ·
Liechtenstein ·
Litouwen ·
Luxemburg ·
Maleisië ·
Malta ·
Mexico ·
Moldavië ·
Montenegro ·
Nederland ·
Nigeria ·
Noord-Ierland ·
Noord-Macedonië ·
Noorwegen ·
Oekraïne ·
Oezbekistan ·
Oman ·
Oostenrijk ·
Paraguay ·
Polen ·
Portugal ·
Qatar ·
Roemenië ·
San Marino ·
Schotland ·
Senegal ·
Servië en Montenegro ·
Slovenië ·
Slowakije ·
Spanje ·
Tsjechië ·
Tunesië · 
Turkije ·
Verenigde Staten · 
Vietnam ·
Wales ·
Wit-Rusland ·
Zimbabwe ·
Zuid-Korea ·
Zweden ·
Zwitserland
Argentinië (2014) ·
Iran (2014) ·
Nigeria (2014)